# Pedro Rebocho
Pedro Miguel Braga Rebocho, abrégé Pedro Rebocho, né le 23 janvier 1995 à Évora, est un footballeur portugais. Il joue au poste de défenseur latéral au Al Khaleej Saihat

## Carrière

### Au Portugal
Pedro Rebocho prend sa première licence de footballeur à la Juventude Évora. Il rejoint ensuite le centre de formation du Benfica Lisbonne en 2007, où il reste jusqu'en 2016.
Avec l'équipe des moins de 19 ans du Benfica Lisbonne, il participe à l'UEFA Youth League lors de la saison 2013-2014. Le Benfica atteint la finale de cette compétition, en étant battu par le FC Barcelone.
Atteint d'une fracture de la fibula (péroné), il craint pour sa carrière. Pendant cette période, il s'adonne à sa passion pour le rap
Il s'engage avec le Moreirense FC lors de l'été 2016 et remporte la Coupe de la Ligue portugaise le 29 janvier 2017.

### En France
Le 20 juin 2017, l'EA Guingamp annonce sa signature pour trois saisons. Titulaire face à Metz lors de la première journée de Ligue 1, il signe une passe décisive à Ludovic Blas (victoire 1-3). Gêné aux ischio-jambiers, il manque plusieurs semaines de compétition en octobre. Lors de l'hiver 2017, des intérêts de l'Olympique de Marseille, notamment pour pallier le départ de Patrice Évra, et de l'OGC Nice sont évoqués. Il conclut sa première saison en Ligue 1 avec 21 apparitions dont 19 titularisations. Au terme de cette saison, il serait pisté par la Lazio Rome.
Il dispute une saison 2018-2019 fort de 36 titularisations. Il est également titulaire lors de la finale de la Coupe de la Ligue, perdue aux tirs au but face au RC Strasbourg. Néanmoins, le club est relégué en Ligue 2. Il est alors prêté avec option d'achat au Beşiktaş le 8 août 2019.
Titulaire à seulement 8 reprises en championnat, le club turc annonce le 18 juin mettre fin à son prêt et ne pas lever l'option d'achat. De retour en Bretagne, il est titulaire lors de seize des dix-sept premières journées de Ligue 2. Malgré un temps de jeu conséquent, il réalise, comme son club (15e après 19 journées), une première partie de saison compliquée. 
Le 12 janvier 2021, il est prêté avec option d'achat jusqu'au terme de la saison à Paços de Ferreira. Il y pallie le départ d'Oleg Reabciuk vers l'Olympiakos. Il s'y impose comme titulaire, débutant 16 rencontres de Liga NOS sur la deuxième partie de saison, pour 20 apparitions. Bien qu'il ait laissé une bonne impression au Portugal, il retrouve Guingamp à l'inter-saison. 
Ayant émis le souhait de partir, il est dans un premier temps annoncé au PAOK Salonique,. Finalement, il s'engage le 23 août 2021 en faveur du Lech Poznań.

### En équipe nationale
Avec les moins de 19 ans, il participe au championnat d'Europe des moins de 19 ans en 2013 puis en 2014. Lors de l'édition 2014 organisée en Hongrie, il joue deux matchs. Le Portugal atteint la finale du tournoi, en étant battu par l'Allemagne.
Il dispute ensuite avec les moins de 20 ans la Coupe du monde des moins de 20 ans 2015 organisée en Nouvelle-Zélande. Il y joue un match, contre la Colombie.

## Statistiques
| Saison                | Club                  | Championnat           | Championnat | Championnat | Championnat | Coupe nationale | Coupe nationale | Coupe nationale | Coupe de la Ligue | Coupe de la Ligue | Coupe de la Ligue | Compétition(s) continentale(s) | Compétition(s) continentale(s) | Compétition(s) continentale(s) | Compétition(s) continentale(s) | Total | Total | Total |
| Saison                | Club                  | Division              | M.          | B.          | P.d.        | M.              | B.              | P.d.            | M.                | B.                | P.d.              | Comp.                          | M.                             | B.                             | P.d.                           | M.    | B.    | P.d.  |
| 2014-2015             | Benfica Lisbonne B    | Segunda Liga          | 32          | 0           | 3           | -               | -               | -               | -                 | -                 | -                 | -                              | -                              | -                              | -                              | 32    | 0     | 3     |
| 2015-2016             | Benfica Lisbonne B    | Segunda Liga          | 28          | 3           | 2           | -               | -               | -               | -                 | -                 | -                 | -                              | -                              | -                              | -                              | 28    | 3     | 2     |
| Sous-total            | Sous-total            | Sous-total            | 60          | 3           | 5           | -               | -               | -               | -                 | -                 | -                 | -                              | -                              | -                              | -                              | 60    | 3     | 5     |
| 2016-2017             | Moreirense FC         | Primeira Liga         | 29          | 0           | 4           | 1               | 0               | 0               | 4                 | 0                 | 2                 | -                              | -                              | -                              | -                              | 34    | 0     | 6     |
| Sous-total            | Sous-total            | Sous-total            | 29          | 0           | 4           | 1               | 0               | 0               | 4                 | 0                 | 2                 | -                              | -                              | -                              | -                              | 34    | 0     | 6     |
| 2017-2018             | EA Guingamp           | Ligue 1               | 21          | 0           | 2           | 2               | 0               | 0               | 1                 | 0                 | 0                 | -                              | -                              | -                              | -                              | 24    | 0     | 2     |
| 2018-2019             | EA Guingamp           | Ligue 1               | 36          | 0           | 8           | 3               | 0               | 3               | 4                 | 0                 | 0                 | -                              | -                              | -                              | -                              | 43    | 0     | 11    |
| 2019-2020             | EA Guingamp           | Ligue 2               | 1           | 0           | 0           | -               | -               | -               | -                 | -                 | -                 | -                              | -                              | -                              | -                              | 1     | 0     | 0     |
| 2020-2021             | EA Guingamp           | Ligue 2               | 7           | -           | 1           | -               | -               | -               | -                 | -                 | -                 | -                              | -                              | -                              | -                              | 7     | 0     | 1     |
| Sous-total            | Sous-total            | Sous-total            | 58          | 0           | 10          | 5               | 0               | 3               | 5                 | 0                 | 0                 | -                              | -                              | -                              | -                              | 68    | 0     | 13    |
| 2019-2020             | Beşiktaş JK (prêt)    | Süperlig              | 9           | 0           | 0           | 2               | 0               | 0               | -                 | -                 | -                 | C3                             | 6                              | 0                              | 0                              | 17    | 0     | 0     |
| Sous-total            | Sous-total            | Sous-total            | 9           | 0           | 0           | 2               | 0               | 0               | -                 | -                 | -                 | -                              | 6                              | 0                              | 0                              | 17    | 0     | 0     |
| Total sur la carrière | Total sur la carrière | Total sur la carrière | 156         | 3           | 19          | 8               | 0               | 3               | 9                 | 0                 | 2                 | -                              | 6                              | 0                              | 0                              | 179   | 3     | 24    |

## Palmarès
En club
 Benfica
- Finaliste de l'UEFA Youth League 2013-2014.

 Moreirense FC
- Coupe de la Ligue 2016-2017

 EA Guingamp
- Finaliste de la Coupe de la Ligue 2018-2019

En sélection
- Finaliste du Championnat d'Europe des moins de 19 ans 2014